# Diocese de Sulmona-Valva
A Diocese de Sulmona-Valva (Dioecesis Sulmonensis-Valvensis) é uma circunscrição eclesiástica da Igreja Católica na Itália, pertencente à Província Eclesiástica dos Abruzos-Molise e à Conferenza Episcopale Italiana, sendo sufragânea da Arquidiocese de L'Aquila.
A sé episcopal está na Catedral de Sulmona, na Região dos Abruzos.

## Território
A Diocese è dividida em  76 paroquias, e em 2005 contava 79.508 batizados numa população total de 80.716 habitantes.

## Cronologia dos Bispos dos seculos XX
| #                 | Nome             | Período    | Notas                             |
| Bispos            | Bispos           | Bispos     | Bispos                            |
| ----------------- | ---------------- | ---------- | --------------------------------- |
|                   | Michele Fusco    | 2017-atual |                                   |
|                   | Angelo Spina     | 2007-2017  | Nomeado Arcebispo de Ancona-Osimo |
|                   | José Di Falco    | 1985-2007  |                                   |
|                   | Salvador Delogu  | 1981-1985  |                                   |
|                   | Francisco Amadio | 1972-1980  | Nomeado Bispo de Rieti            |
|                   | Luciano Marcante | 1937-1972  |                                   |
|                   | Nicoláu Jezzoni  | 1906-1936  |                                   |
|                   | Tobias Patroni   | 1871-1906  |                                   |
| Bispo coadjutor   |                  |            |                                   |
|                   | Francisco Amadio | 1971-1972  |                                   |
| Bispos auxiliares |                  |            |                                   |
|                   | Francisco Amadio | 1967-1971  | Elevado a Bispo coadjutor         |

## Conexões externas
- «Site oficial da Diocese»